# Jerry Orbach
Jerry Orbach, właśc. Jerome Bernard Orbach (ur. 20 października 1935 w Nowym Jorku, zm. 28 grudnia 2004 tamże) – amerykański aktor i piosenkarz. Laureat Tony Award. Odtwórca roli detektywa Leonarda W. „Lennie” Briscoe w serialu NBC Prawo i porządek (1992–2004), za którą w 2004 zdobył Nagrodę Gildii Aktorów Ekranowych za wybitne osiągnięcia aktorskie.

## Życiorys

### Wczesne lata
Urodził się w nowojorskim Bronxie jako syn Emily Orbach (z domu Olexy), producentki kart okolicznościowych i piosenkarki radiowej, oraz Leona Orbacha, kierownika restauracji i wodewilu. Jego ojciec był żydowskim emigrantem urodzonym w Szczecinku, a matka urodziła się w Pensylwanii w rodzinie polsko–litewskiej (katolickiej). Jerry został wychowany jako katolik. W 1952 ukończył Waukegan High School (pominąwszy dwie klasy w szkole podstawowej z powodu wysokiego IQ 163). Grał w drużynie piłkarskiej i zaczął uczyć się aktorstwa na zajęciach z przemówień.
Latem po ukończeniu szkoły średniej pracował w teatrze Chevy Chase Country Club w Wheeling w Illinois, a jesienią zapisał się na Uniwersytet Illinois w Urbanie i Champaign. W 1953 przeniósł się do Chicago i rozpoczął studia na Northwestern University. W 1955, przed ostatnim rokiem studiów powrócił do Nowego Jorku, aby zająć się aktorstwem i studiować w Actors Studio, gdzie jednym z jego instruktorów był założyciel studia, Lee Strasberg.

### Kariera

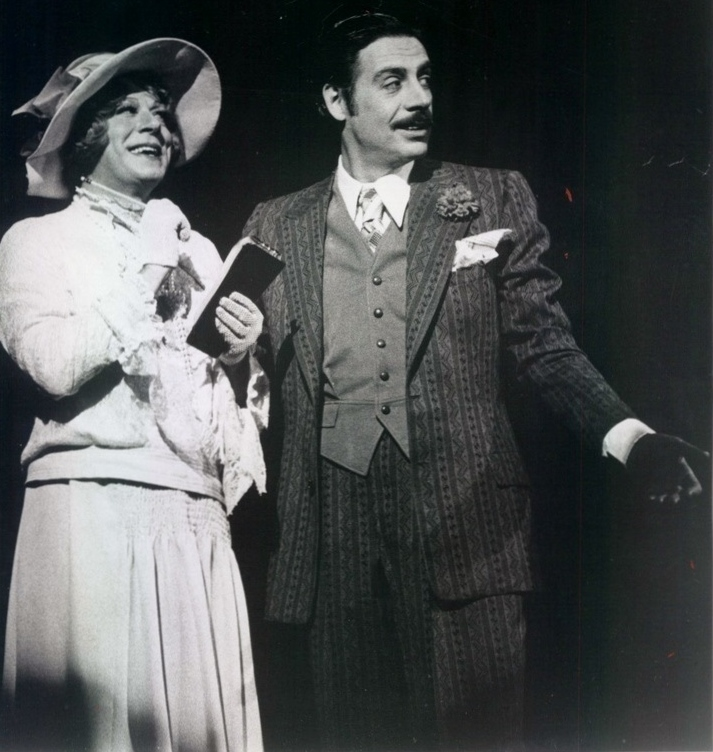
Micheal O'haughey i Jerry Orbach w scenie z musicalu Chicago, prawdopodobnie rok 1976

Występował w spektaklach off-broadwayowskich: Opera za trzy grosze (1955–1961) i Zaślepieni (1960) jako El Gallo, zanim odniósł sukces na Broadwayu w roli Skya Mastersona w musicalu Franka Loessera Faceci i laleczki, za którą był nominowany do Tony Award jako najlepszy aktor drugoplanowy w musicalu. Po raz pierwszy trafił na ekran jako Mumzer – przywódca gangu w dramacie kryminalnym noir Cop Hater (1958) opartym na powieści Evana Huntera z Robertem Loggią. W telewizyjnej ekranizacji powieści Stefana Zweiga Dwadzieścia cztery godziny z życia kobiety (Twenty-Four Hours in a Woman’s Life, 1961) u boku Ingrid Bergman i Ripa Torna został obsadzony w roli Cristofa. Za rolę Chucka Baxtera w musicalu Promises, Promises autorstwa Neila Simona opartym na komedii Garsoniera w 1969 został uhonorowany nagrodą Tony dla artystów musicalowych. W latach 1975–1977 grał postać Billy’ego Flynna w musicalu broadwayowskim Chicago, za którą w 1976 zdobył nominację do nagrody Tony.
Pracował przy produkcjach kinowych, m.in. F/X (1986), Dirty Dancing (1987), Osaczona (1987) czy Zbrodnie i wykroczenia (1989), i telewizyjnych, w tym Kojak (1975), Ryan’s Hope (1983), Detektyw Hunter (1990) czy Złotka (1990). Podkładał głos Lumière w filmie animowanym Disneya – Piękna i Bestia (1991), Piękna i Bestia. Zaczarowane święta (1997) i Piękna i Bestia. Zaczarowany świat Belli (1998).
Od 24 września 1991 do 19 maja 2004 kreował postać detektywa Lennie Briscoe w serialu Prawo i porządek. Zagrał także w trzech odcinkach kontynuacji tego serialu – Prawo i porządek: sekcja specjalna (1999–2000), Prawo i porządek: Zbrodniczy zamiar (2001) i Prawo i bezprawie (2005), nie dożył jednak ich premiery telewizyjnej.

## Życie prywatne
21 czerwca 1958 zawarł związek małżeński z Marthą Mingoyą Curro, z którą miał dwóch synów – Christophera Bena (ur. 11 listopada 1968) i Anthony’ego Nicholasa. W 1977 doszło do rozwodu. 7 października 1979 poślubił tancerkę Elaine Angelę Cancillę.

### Śmierć
Zmarł 28 grudnia 2004 z powodu raka prostaty w wieku 69 lat.

## Filmografia

### Filmy
- 1955: Faceci i laleczki jako statysta w zakładzie fryzjerskim
- 1955: Marty jako statysta w sali balowej
- 1971: Gang, który nie umiał strzelać jako Salvatore „Kid Sally” Palumbo
- 1981: Książę wielkiego miasta jako detektyw Gus Levy
- 1985: Miliony Brewstera jako Charlie Pegler
- 1986: F/X jako Nicolas DeFranco
- 1987: Dirty Dancing jako dr Jake Houseman
- 1987: Osaczona jako porucznik Garber
- 1989: Zbrodnie i wykroczenia jako Jack Rosenthal
- 1989: Piekielny Brooklyn jako Boyce
- 1991: Szukając sprawiedliwości jako kpt. Ronnie Dozinger
- 1991: Piękna i Bestia jako Lumière (głos)
- 1992: Uniwersalny żołnierz jako dr Christopher Gregor
- 1992: Komik na sobotę jako Phil Gussman
- 1996: Aladyn i król złodziei jako Sa’luk (głos)
- 1997: Piękna i Bestia. Zaczarowane święta jako Lumière (głos)
- 1998: Piękna i Bestia. Zaczarowany świat Belli jako Lumière (głos)
- 2000: Droga do El Dorado – głos

### Seriale
- 1975: Kojak jako Brubaker
- 1983: Ryan’s Hope jako pan Brahm
- 1985–1991: Napisała: Morderstwo jako Harry McGraw
- 1990: Detektyw Hunter jako Sal Scarlatti
- 1990: Złotka jako Glen O’Brien
- 1990: Who’s the Boss? jako Nick
- 1991: Prawo i porządek jako Frank Lehrmann
- 1992–2004: Prawo i porządek jako detektyw Lennie Briscoe
- 1996: Frasier jako Mitch
- 1999–2000: Prawo i porządek: sekcja specjalna jako detektyw Lennie Briscoe
- 2001: Prawo i porządek: Zbrodniczy zamiar jako detektyw Lennie Briscoe
- 2001–2002: Café Myszka jako Lumière (głos)
- 2005: Prawo i bezprawie jako detektyw Lennie Briscoe